# Savinar d'Alpont
El Savinar d'Alpont és una zona protegida pel DECRET 116/2017, d'1 de setembre, del Consell, pel qual es declarà com a Zones Especials de Conservació els Llocs d'Importància Comunitària amb el codi  ES5233008.
El savinar està a la zona coneguda Cañada Pastores, molt a prop del llogaret de la Almeza.
El savinar està constituït per un enorme bosc d'arbres de la especie savina albar, anomenada popularment a la zona “Trabina” i anomenada científicament Juniperus thurifera L.,  que pertany a la família de les Cupresàcies. És una planta perenne amb port arbori, de branquetes quadrangulars, de fullatge blavós i escamós, i de fruits amb forma cònica-esfèrica de color blau blanquinós. Aquesta planta és molt longeva i pot superar els 15 metres dalçada.
Aquestes espècies estan sotmeses a grans esquinços estructurals (copes baixes i amples) com a conseqüència del seu aprofitament ramader en el passat.

## Savina "La Juana"
Entre les savines de Cañada Pastores destaca un exemplar anomenat “La Juana”, catalogat com a “arbre monumental” per la Diputació de València. Es tracta d'un dels exemplars més grans i edats de la província, amb uns 500 anys d'antiguitat, una alçada de 13 metres i un perímetre de 5,60 metres aproximadament.